# Vaahteraliiga
Die Vaahteraliiga („Ahornliga“, international auch Maple League genannt) ist die höchste finnische American-Football-Liga. Sie existiert offiziell seit 1980 und wird vom finnischen American-Football-Verband SAJL ausgerichtet. Der Meistertitel, die Vaahteramalja („Ahornschüssel“, engl. Maple Bowl), wird im gleichnamigen Endspiel ermittelt. Die Liga und der Pokal haben ihren Namen durch die Tatsache erhalten, dass der Siegerpokal von der kanadischen Botschaft in Finnland gestiftet wurde. Rekordmeister sind die Helsinki Roosters mit 23 Meistertiteln.

## Modus
Die Liga besteht derzeit aus sieben Teams, die ein Doppelrundenturnier mit Hin- und Rückspiel austragen. Die vier bestplatzierten Teams ermitteln in Halbfinalspielen die beiden Endspielteilnehmer.

## Mannschaften 2025
| Team                     | Heimatstadt |
| ------------------------ | ----------- |
| Porvoo Butchers          | Porvoo      |
| Helsinki Roosters        | Helsinki    |
| Helsinki Wolverines      | Helsinki    |
| Seinäjoki Crocodiles     | Seinäjoki   |
| Kuopio Steelers          | Kuopio      |
| United Newland Crusaders | Hanko/Lohja |
| Wasa Royals              | Vaasa       |
| East City Giants         | Helsinki    |

## Liste der Meisterschaften
| Jahr | Sieger                    | Finalist                  | Ergebnis    | 3. Platz                      |
| ---- | ------------------------- | ------------------------- | ----------- | ----------------------------- |
| 1979 | Helsinki East City Giants | Munkkiniemen AJS          | 6:0         | Poli                          |
| 1980 | Poli                      | Munkkiniemen AJS          | 12:00       | Helsinki East City Giants     |
| 1981 | Munkkiniemen AJS          | Helsinki East City Giants | 30:24       | Poli                          |
| 1982 | Helsinki Roosters         | Munkkiniemen AJS          | 22:30       | Poli                          |
| 1983 | Helsinki Roosters         | Poli                      | 28:17       | Helsinki East City Giants     |
| 1984 | Helsinki East City Giants | Turku Trojans             | 45:7        | Poli                          |
| 1985 | TAFT Vantaa               | Poli                      | 32:29       | Helsinki Roosters             |
| 1986 | Helsinki Roosters         | FT Scotch                 | 31:21       | Helsinki East City Giants     |
| 1987 | Helsinki Roosters         | Turku Trojans             | 14:70       | FT Scotch                     |
| 1988 | Helsinki Roosters         | Munkka Colts              | 24:22       | Helsinki East City Giants     |
| 1989 | Munkka Colts              | Helsinki East City Giants | 3:0         | TAFT Vantaa                   |
| 1990 | Helsinki Roosters         | Tampere Rocks             | 21:90       | Oulu Northern Lights          |
| 1991 | Helsinki East City Giants | Helsinki Roosters         | 17:14       | Turku Trojans                 |
| 1992 | Helsinki East City Giants | Turku Trojans             | 34:14       | Helsinki Roosters             |
| 1993 | Helsinki East City Giants | Turku Trojans             | 23:20       | Helsinki Roosters             |
| 1994 | Helsinki East City Giants | Turku Trojans             | 24:70       | Helsinki Roosters             |
| 1995 | Helsinki Roosters         | Helsinki East City Giants | 36:14       | Porvoo Butchers               |
| 1996 | Helsinki Roosters         | Helsinki East City Giants | 23:22       | Seinäjoki Crocodiles          |
| 1997 | Helsinki Roosters         | Porvoo Butchers           | 36:00       | Turku Trojans                 |
| 1998 | Helsinki Roosters         | Turku Trojans             | 42:26       | Rovaniemi Arctic Circle Stars |
| 1999 | Helsinki Roosters         | Turku Trojans             | 35:14       | Rovaniemi Arctic Circle Stars |
| 2000 | Helsinki Roosters         | Seinäjoki Crocodiles      | 25:17       | Turku Trojans                 |
| 2001 | Seinäjoki Crocodiles      | Helsinki Roosters         | 15:13       | Turku Trojans                 |
| 2002 | Helsinki Roosters         | Turku Trojans             | 44:20       | Seinäjoki Crocodiles          |
| 2003 | Turku Trojans             | Helsinki Roosters         | 21:16       | Porvoo Butchers               |
| 2004 | Helsinki Roosters         | Turku Trojans             | 49:28       | Seinäjoki Crocodiles          |
| 2005 | Porvoo Butchers           | Seinäjoki Crocodiles      | 17:70       | Helsinki Roosters             |
| 2006 | Porvoo Butchers           | Helsinki Wolverines       | 41:22       | Seinäjoki Crocodiles          |
| 2007 | Porvoo Butchers           | Seinäjoki Crocodiles      | 15:14       | Jyväskylä Jaguaarit           |
| 2008 | Porvoo Butchers           | Helsinki Roosters         | 47:41 n. V. | Jyväskylä Jaguaarit           |
| 2009 | Porvoo Butchers           | Helsinki Roosters         | 47:16       | Seinäjoki Crocodiles          |
| 2010 | Porvoo Butchers           | Seinäjoki Crocodiles      | 30:17       | Helsinki Wolverines           |
| 2011 | Helsinki Wolverines       | Seinäjoki Crocodiles      | 30:27       | Porvoo Butchers               |
| 2012 | Helsinki Roosters         | Helsinki Wolverines       | 20:17       | Seinäjoki Crocodiles          |
| 2013 | Helsinki Roosters         | Helsinki Wolverines       | 52:31       | Seinäjoki Crocodiles          |
| 2014 | Helsinki Roosters         | Turku Trojans             | 21:70       | Seinäjoki Crocodiles          |
| 2015 | Helsinki Roosters         | Seinäjoki Crocodiles      | 45:31       | Turku Trojans                 |
| 2016 | Helsinki Roosters         | Seinäjoki Crocodiles      | 10:00       | Turku Trojans                 |
| 2017 | Helsinki Roosters         | Wasa Royals               | 37:90       | Hämeenlinna Huskies           |
| 2018 | Helsinki Roosters         | Kuopio Steelers           | 44:14       | Wasa Royals                   |
| 2019 | Helsinki Roosters         | Kuopio Steelers           | 50:60       | Helsinki Wolverines           |
| 2020 | Kuopio Steelers           | Helsinki Wolverines       | 21:00       | Wasa Royals                   |
| 2021 | Kuopio Steelers           | Helsinki Roosters         | 14:00       | Porvoo Butchers               |
| 2022 | Kuopio Steelers           | Seinäjoki Crocodiles      | 21:14       | Helsinki Wolverines           |
| 2023 | Porvoo Butchers           | Seinäjoki Crocodiles      | 27:70       | Helsinki Roosters             |
| 2024 | Helsinki Roosters         | Seinäjoki Crocodiles      | 49:14       | Kuopio Steelers               |

### Rangliste der Finalteilnehmer
| Rang | Team                      | T  | S  | N  | SQ     |
| ---- | ------------------------- | -- | -- | -- | ------ |
| 01   | Helsinki Roosters         | 29 | 23 | 6  | 79,3 % |
| 02   | Porvoo Butchers           | 8  | 7  | 1  | 87,5 % |
| 03   | Helsinki East City Giants | 10 | 6  | 4  | 60,0 % |
| 04   | Kuopio Steelers           | 5  | 3  | 2  | 60,0 % |
| 05   | Munkka Colts 1            | 6  | 2  | 4  | 33,3 % |
| 06   | Turku Trojans             | 11 | 1  | 10 | 9,1 %  |
| 06   | Seinäjoki Crocodiles      | 11 | 1  | 10 | 9,1 %  |
| 08   | Helsinki Wolverines       | 5  | 1  | 4  | 20,0 % |
| 09   | FT Scotch 2               | 4  | 1  | 3  | 25,0 % |
| 10   | Wasa Royals               | 1  | –  | 1  | 0,0 %  |

- Stand: Saisonende 2024.

## Anmerkung
1. ↑  inoffizielles Endspiel